# 레안드루 조아킹 히베이루
레안드루 조아킹 히베이루(포르투갈어: Leandro Joaquim Ribeiro, 1995년 1월 13일 ~ )는 짧게 레안드루 히베이루라고도 불리는 브라질의 축구 선수로, 포지션은 윙어다. K리그 등록명은 레안드로였다.

## 클럽 경력
레안드루 히베이루는 SC 인테르나시오나우의 유소년 팀에서 축구를 시작하였다. 2014년 5월 29일 샤페코엔시와의 경기에 출전하며 캄페오나투 브라질레이루 세리이 A 데뷔전을 치렀다.
이후 여러 클럽에 임대를 전전하다, 2017년 조지아 우마글레시리가의 FC 딜라 고리로 이적하였다. 2017시즌 18경기 출전 4골 6도움을 기록하였고, 2018시즌에는 25경기 출전 15골 12도움을 기록하며 자신의 커리어하이를 찍었다.
2019년 몰도바 디비지아 나치오날러의 명문 FC 셰리프 티라스폴로 이적하였다. 레안드루는 셰리프에서 20경기 4골 3도움을 기록하였으며, 2019-20년 UEFA 챔피언스리그 플레이오프 사부르탈로 트빌리시와의 1차 예선에 출전하며 UEFA 챔피언스리그 플레이오프 경험도 쌓았다.
K리그2 2020 시즌을 앞두고 대한민국 K리그2 서울 이랜드 FC로 1년간 임대이적을 떠났다.
2020년 7월 31일, 2023년까지 3년 6개월 기간으로 완전 이적했다.
K리그2 2022 시즌을 앞두고 대전 하나 시티즌으로 이적했다.

## 수상

### 개인
- K리그2 베스트 11: 2020